# Atlas des chemins vicinaux
Pour les articles homonymes, voir Atlas.

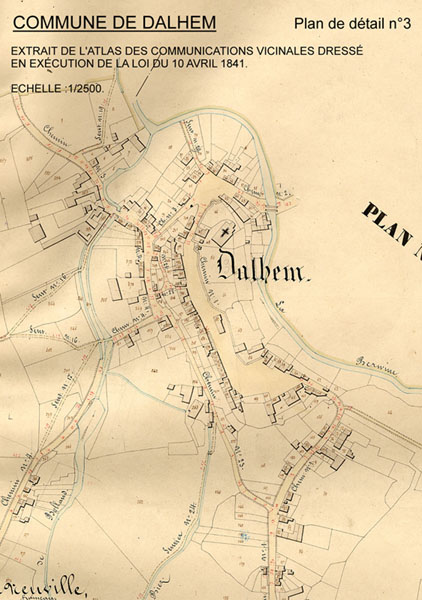
Extrait de l'Atlas des sentiers et chemins vicinaux

Dans le but de préserver la voirie vicinale de tentatives d'usurpations de riverains, la loi belge du 10 avril 1841 imposa la création d'un atlas des sentiers et chemins vicinaux dans chaque commune, permettant une reconnaissance officielle et précise d'un large réseau de chemins publics existants. À celui-ci, le législateur donne ainsi un statut juridique spécifique, appuyé par les certificats d’authenticité que constituent les atlas.
À défaut de réclamation, les chemins repris à l'atlas pourront rentrer dans le domaine public par le mécanisme de la prescription acquisitive raccourcie (théorie de l'atlas "titre à la prescription"). Se crée ainsi sur ceux-ci un droit de passage pour le public ainsi que, pour nombre de cas, un droit de propriété sur leur assiette au profit des communes, rendant ces chemins imprescriptibles aussi longtemps qu'ils servent à l'usage public.
L'atlas des sentiers et chemins vicinaux constitue encore de nos jours, le seul document définissant la limite juridique avec le domaine public
Il a officiellement été réalisé en deux exemplaires ; un original maintenu à la commune et une copie certifiée conforme maintenu au greffe du gouvernement provincial.
Au cours du temps, l'original de la plupart des communes est devenu difficilement utilisable de par les nombreuses modifications qui n'ont pas été inscrites de façon exhaustive. Au niveau de la province, les modifications ont été reportées dans un atlas secondaire, permettant ainsi de conserver l'original intact.

## L'atlas des sentiers et chemins vicinaux
Les atlas des sentiers et chemins vicinaux sont constitués de deux éléments :
- Les plans
- La matrice

### Le plan
Les plans constituant l'atlas ont été réalisés en couleur, sur papier fort et au format Jésus. Chaque atlas se compose d'un ou de deux plans d'assemblage à l'échelle 1/10000 et de plans de détails à l'échelle 1/2500.
Ils ont été dessinés sur la base du plan cadastral primitif (terminé lui aussi vers la même époque - 1843) et représentent :
- Les chemins vicinaux, dont l'assiette appartient au domaine public, et qui sont représentés par deux traits continus.
- Les sentiers vicinaux, dont l'assiette appartient aux fonds privés qu'ils traversent, qui sont délimités par des traits en pointillés. Quoiqu'il soit d'usage fréquent d'utiliser le terme « sentier » dans ce dernier cas, la loi n'a pas fait de distinction entre sentiers et chemins. La terminologie moderne est d'ailleurs de consacrer le terme « sentier » à des voiries étroites, d'usage essentiellement piéton, sans se référer au statut de l'assiette.
- L'indication des largeurs des sentiers et chemins à l'encre rouge.
- Les bordures de section cadastrale sont coloriées suivant l'IGM (Instruction Générale « M »)
- les chemins et sentiers sont tous numérotés.

### La matrice
Les plans sont accompagnés d'une matrice reprenant pour chaque chemin et sentier :
- Son numéro d’ordre
- Sa direction et sa dénomination officielle
- Sa dimension et sa contenance
- L'identification du propriétaire à qui incombe son entretien.

## Droit de passage
La loi de 1841 ne fait aucune distinction en ce qui concerne le droit de passage entre les chemins et sentiers dont l'assiette est du domaine public et ceux dont l'assiette relève d'un fonds privé. L’accès public doit être maintenu dans les deux cas et ce quels que soient le statut ou l'utilisation des fonds sur lesquels ils passent. Lorsque le chemin traverse une propriété clôturée, le propriétaire est tenu de placer une barrière ouvrable ou un dispositif permettant un passage aisé : échelette, tourniquet, échalier ou chicane.

## Prescription
Les chemins vicinaux repris sur l'atlas peuvent se prescrire (prescription trentenaire), exception à la règle générale qui rend imprescriptible le domaine public.
La prescription n'est cependant possible que si le chemin concerné ne sert plus à l'usage  public, ce qui oblige le demandeur qui veut acquérir par prescription à prouver devant le juge qu'il n'y a pas eu de passage, même occasionnel, cela pendant toute la durée de sa possession trentenaire.
Dans une telle procédure, le demandeur agit contre la commune, réputée propriétaire du chemin. Si le jugement donne raison au demandeur, n'importe quelle personne intéressée peut faire ultérieurement (dans les 30 ans) opposition au jugement (tierce opposition).
On comprendra que, pour un riverain qui veut accaparer un chemin vicinal, la procédure de prescription n'est pas des plus commode.
Si le chemin reste utilisé, il est imprescriptible sur toute sa largeur officielle, même si le passage ne se fait que sur une bande étroite.
On notera que le Parlement wallon a adopté le 1/6/2011 un décret supprimant à terme le mécanisme de prescription contre les chemins vicinaux. Cette mesure est entrée en vigueur le 1/9/2012.

## Ouvertures, modifications, suppressions
L'atlas n'est pas figé et le Conseil communal peut procéder à la création (ouverture), modification ou suppression d'un chemin vicinal. La procédure doit être soumise pour approbation au Collège provincial. Ce dernier peut également, d'initiative, lancer la procédure.
Une enquête publique est obligatoire dans tous les cas et quiconque intéressé peut faire part de ses observations.

## Consultation
L'atlas est un document public, consultable gratuitement et sans aucune formalité auprès de l'administration communale ou provinciale concernée.
Pour la Wallonie, les cartes de l'atlas ont été géoréférencées et sont disponibles sur WalOnMap, ainsi que sur le site de l'asbl "Itinéraires Wallonie".